# Американские Виргинские Острова на летних Олимпийских играх 1988
Американские Виргинские острова принимали участие в Летних Олимпийских играх 1988 года в Сеуле (Республика Корея) в пятый раз за свою историю, и завоевала одну серебряную медаль. Сборную страны представляли 3 женщины и 1 мужчина.

## Серебро
В парусом спорте среди мужчин Питер Холмберг занял второе место, уступив испанцу Хосе Луису Доресте. Эта медаль стала для Американских Виргинских островов первой в истории летних игр.